# Wapen van Waterschap Noord- en Zuid-Beveland

Het wapen van het waterschap Noord- en Zuid-Beveland

Het wapen van Waterschap Noord- en Zuid-Beveland werd op 24 april 1980 per Koninklijk Besluit aan het Zeeuwse waterschap Noord- en Zuid-Beveland toegekend. Het wapen bleef tot 1996 in gebruik, dat jaar fuseerde het waterschap tot het Waterschap Zeeuwse Eilanden.

## Beschrijving
De blazoenering luidt als volgt:
Doorsneden; I in azuur twee golvende dwarsbalken van zilver; II in sabel een dwarsbalk van zilver; in een hartschild van sabel een gans van zilver, gebekt en gepoot van keel. Het schild gedekt met een gouden kroon van drie bladeren en twee parels.

## Geschiedenis en Symboliek
Het wapen is een combinatie van elementen uit de wapens van de twee voorgangers van het Waterschap Noord- en Zuid-Beveland; het wapen van het Waterschap Noord-Beveland en het wapen van het waterschap Brede Watering van Zuid-Beveland.

## Verwante en vergelijkbare wapens

Wapen van het Waterschap Noord-Beveland
Wapen van het waterschap Brede Watering van Zuid-Beveland